# 설례
설례(薛禮, ? ~ 195년)는 중국 후한 말의 정치가이다.

## 생애
팽성상이었으나, 서주목 도겸의 압박을 받아 흥평 원년(194년) 하비상(下邳相) 착융과 함께 양주자사 유요를 맹주로 받들었다.
설례는 말릉성(秣陵城)을 수비하였는데, 손책의 공격에 굴복하여 포위를 뚫고 달아났다. 이후 번능·우미와 합류하여 우저를 급습하고 탈환하였으나, 손책의 공격을 받아 남녀 1만 명이 사로잡혔다.
유요 또한 손책에게 패하여 예장으로 달아났고, 설례는 유요를 따라갔으나 도중에 유요에게 반기를 든 착융에게 죽었다.

## 《삼국지연의》 속 설례
《삼국지연의》에서도 유요의 부장으로 등장한다. 곡아 전투 당시 우저(牛渚)의 요새에서 손책에게 패배하여 유요에게 처형될 위기에 처한 장영(張英)을 착융과 함께 변호하여 목숨을 구하였다. 손책에게 대패한 유요가 유표(劉表)에게 달아나자, 설례는 장영과 진횡(陳橫)과 함께 말릉에 남는다.
그러나 손책의 계략에 빠져 성 밖으로 나갔고, 복병을 만나 난전 중에 전사한다.